# Emanuel Cate
Emanuel Cate (Bucareste, 30 de julho de 1997) é um basquetebolista profissional romeno que atualmente joga pelo Club Bàsquet Prat. O atleta possui 2,04 m de altura e atua na posição pivô.